# 昼間町
昼間町（ひるまちょう）は、徳島県三好郡にあった町。現在の東みよし町昼間・東山にあたる。本項では町制前の名称である昼間村（ひるまそん）についても述べる。

## 地理
- 河川 ： 吉野川、小川谷川、滝久保谷川、増川谷川

## 歴史
- 1889年（明治22年）10月1日 - 町村制の施行により、昼間村・東山村の区域をもって昼間村が発足。
- 1925年（大正14年）10月1日 - 昼間村が町制施行して昼間町となる。
- 1955年（昭和30年）3月21日 - 足代村と合併して三好町が発足。同日昼間町廃止。

## 交通

### 鉄道路線
町域を日本国有鉄道の土讃本線（現・土讃線）が通過したが、駅は所在しなかった。